# Gai (jurista)
Gai o Gaius (llatí: Gaius, i no pas Caius) va ser un jurista romà de gran importància. De la història personal de Gaius no se'n sap gairebé res. El Breviari d'Alaric l'anomena Titus Gaius. La seva època és probablement el segle ii, però les dates dins aquest segle són molt variades segons els autors. Com que no es coneix per cap altre nom que el de Gaius, alguns han pensat que era un llibert, o potser un estranger, segurament grec, perquè entenia i parlava grec. Certs autors, confonent la lectura d'un passatge d'Aulus Gel·li, diuen que el nom era Gabius, i que seria el gramàtic Gavi Bas, però cronològicament no és possible. El lloc de naixement és desconegut i la hipòtesi més plausible és que va néixer a Il·líria, però no és més que una suposició. S'ha provat d'identificar-lo amb Leli Fèlix, que podria haver portat el nom de Gai, perquè tant Leli com Gai van escriure sobre Quint Muci Escèvola. Sext Pomponi, als extractes del Digest, l'anomena Gaius meus, cosa que fa pensar que eren contemporanis, car aquest meus indica proximitat en el temps.
Va escriure nombroses obres, de les quals d'algunes se'n conserven extractes al Digest. Cal esmentar: 
- 1.Ad Edictum Provinciale, βιβλία λβ [libri 32]. Aquesta obra sembla que es va acabar en temps d'Antoní Pius.
- 2.Ad Edictum Urbicum [praetoris urbani], τὰ μόνα εὐρεθέντα βιβλία δέκα. Una interpretació amb comentaris dels edictes dels prefectes de la ciutat.
- 3.Aureon [Aureorum seu Rerum Quotidianarum], βιβλία ἑπτά. Era una mena de compendi de dret pràctic, i parlava de normes legals d'aplicació general en la vida quotidiana.
- 4.Δοδεκαδέλτου (sic, sed qu. Duoδεκαδέλτου vel Δωδεκαδέλτου) βιβλία ἕξ. Se suposa que és una part de l'Enchiridion de Sext Pomponi.
- 5.Institutionum, βιβλία τέσσαρα. Aquest és potser el treball més important de Gaius. És un recull original dels Institutes (organitzacions, lleis), que es va fer molt popular a Roma per ser la millor iniciació en dret romà, tot i que era escrit amb llenguatge tècnic.
- 6.De Verborum Obligationibus, βιβλία γ.
- 7.De Manumissionibus, βιβλία τρία
- 8.Fideicommnnisson [Fideicommissorum], βιβλία δύο. Publicat després de la mort d'Antoní Pius.
- 9.De Casibus, βιβλίον ἕν.
- 10.Regulation, βιβλίον ἕν. Un tractat en tres llibres sobre regles del dret
- 11.Dotalicion [Dotaliciorum]. D'aquesta obra no hi ha cap extracte al Digest.
- 12.Ὑποθηκαρίας [Ad formulam hypothecariam], βιβλίον ἕν.
- 13.Ad Leges [Juliam et Papiam Poppaeam], βιβλία δεκαπέντε. Sembla que es va publicar després de la mort d'Antoní Pius.[1]